# Dactylorhiza maculata

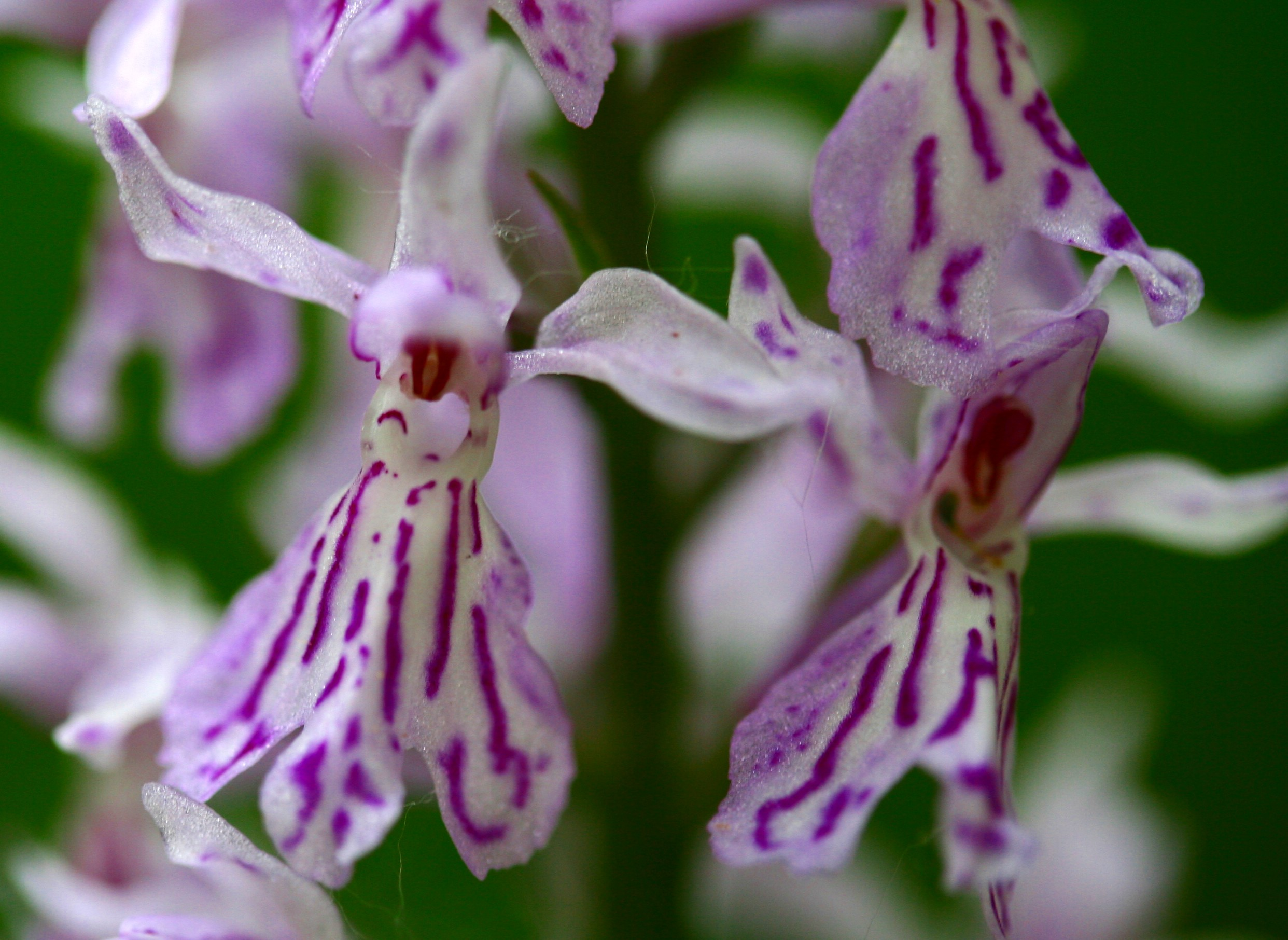
Detalle de la flor.

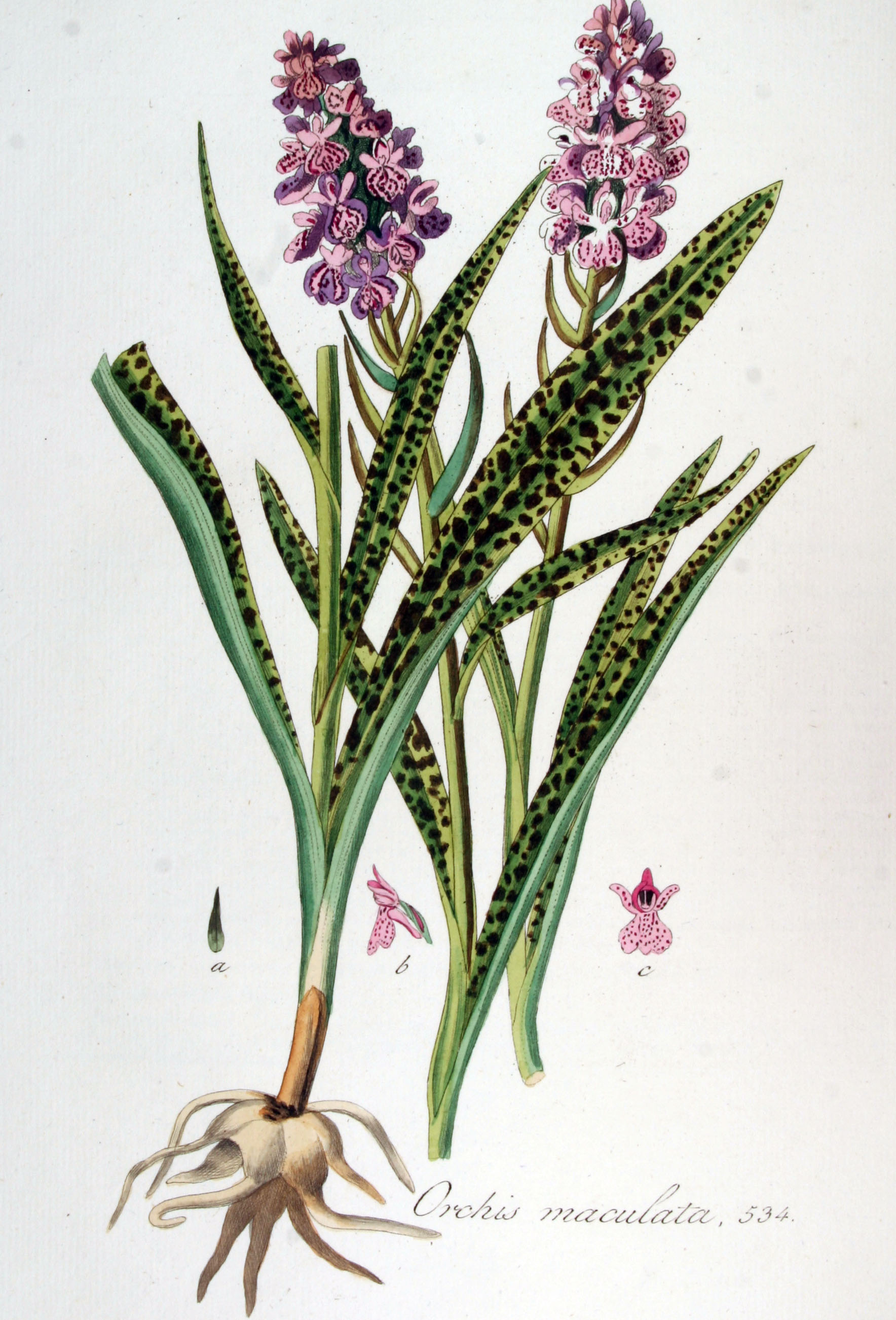
Ilustración de Flora Batava.

El satirión manchado u orquídea moteada de los pantanos (Dactylorhiza maculata (L.) Soó 1962) es una especie de orquídeas, del género Dactylorhiza, de la subfamilia Orchidoideae de la familia de las Orchidaceae estrechamente relacionadas con el género Orchis. Se distribuye por toda Europa, llegando al Noroeste de África y por Siberia. Son de hábitos terrestres y tienen tubérculos.

## Hábitat
Estas orquídeas se encuentran distribuidas a lo largo de la zona subartica y la parte templada del hemisferio Norte: desde Europa, hasta Siberia y por el Noroeste de África. Se desarrolla con preferencia en zonas pantanosas

## Descripción
Estas orquídeas terrestres se desarrollan en suelos ácidos y terrenos encharcados. Tienen tubérculos geófitos. En estos gruesos tallos subterráneos pueden almacenar gran cantidad de agua, que les permitan sobrevivir en condiciones de sequía. 
Poseen de 5 a 12 grandes hojas de oblongo-ovoides a elíptico-lanceoladas, moteadas de color púrpura. Desarrollan un tallo largo que alcanza una altura de 70-90 cm. Las hojas de la parte superior son más pequeñas que las hojas más bajas del tallo. 
Florecen en la primavera tardía o en principios de verano. La inflorescencia, cilíndrica, comparada con la longitud de la planta es más bien corta. Siendo un racimo compacto con unas 25-50 flores. Estas se desarrollan a partir de unos capullos axilares. Los colores predominantes son rosados, moteados con manchas más oscuras formando un dibujo con líneas y motas en la parte central superior del labelo. 
Su sistema de polinización normalmente entomógamo, pero al estar desprovistas de néctar tienen que recurrir al mismo mecanismo de atracción que presentan otras orquídeas, como es el caso del género Orchis, que para atraer a los polinizadores las flores tienen que adquirir la apariencia de flores nectaríferas. 

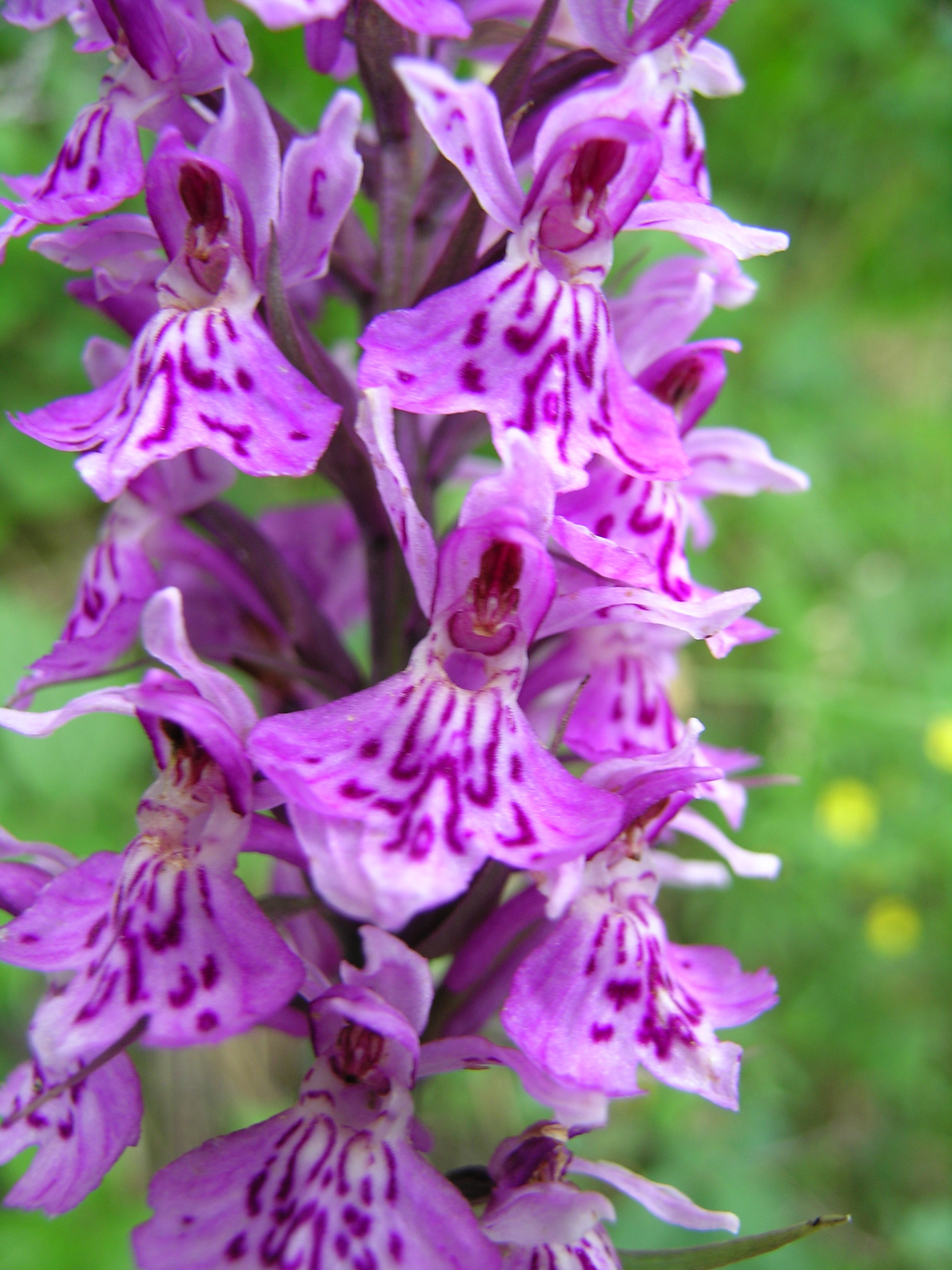
Flores

## Taxonomía
Dactylorhiza maculata fue descrita por (L.) Soó y publicado en Nom. Nova Gen. Dactylorhiza 7.7 1962.
Etimología
Dactylorhiza: nombre genérico que procede de las palabras griegas: "daktylos" (dedo) y "rhiza" (raíz). Esto es por la forma de los dos  tubérculos subterráneos que caracteriza a las especies del género.
maculata: epíteto latíno que significa "manchada, con mácula"
Subspecies de Dactylorhiza maculata aceptadas

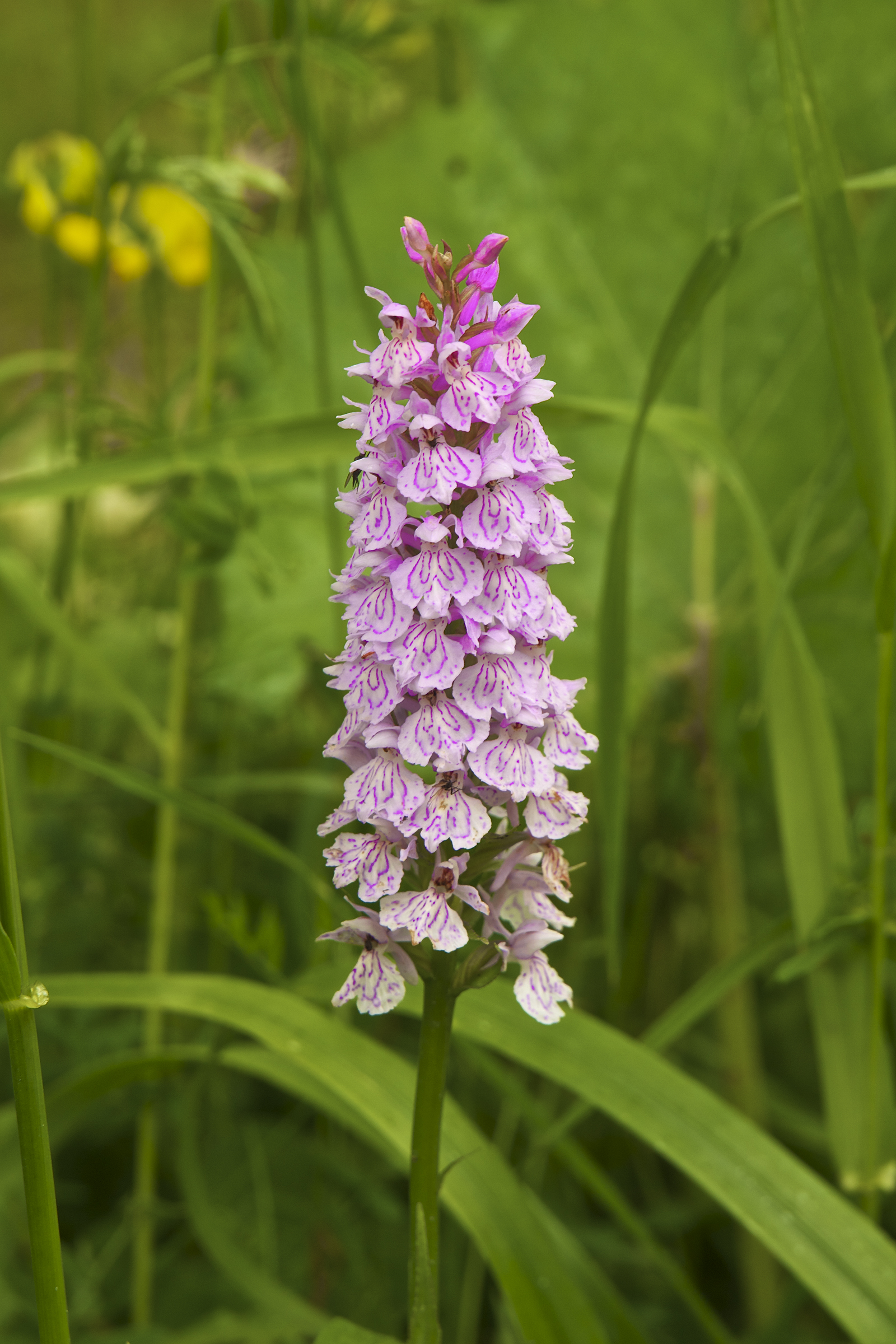

Hay muchas especies que se fertilizan de forma cruzada, dando lugar a una enorme cantidad de variaciones que complican su clasificación.

Especie tipo: Orchis umbrosa Karelin & Kir. 1842 = Dactylorhiza umbrosa (Kar. & Kir.) Nevski 1937. 
- Dactylorhiza maculata (L.) Soó : Orquídea moteada de los pantanos (NO. África, Europa a Siberia). 
  - Dactylorhiza maculata subsp. battandieri (N. Argelia).
  - Dactylorhiza maculata subsp. caramulensis (W. Europa).
  - Dactylorhiza maculata subsp. elodes (Europa).
  - Dactylorhiza maculata subsp. ericetorum : (W. Europa).
  - Dactylorhiza maculata subsp. islandica (Islandia).
  - Dactylorhiza maculata subsp. podesta (Holanda).
  - Dactylorhiza maculata subsp. savogiensis (D.Tyteca & Gathoye) Kreutz
  - Dactylorhiza maculata subsp. schurii (Cárpatos).
  - Dactylorhiza maculata subsp. transsilvanica (SC. & SE. Europa).

Sinonimia
- Orchis maculata L. 1753 (Basónimo)
- Dactylorchis maculata (L.) Verm. 1947
- Dactylorchis elodes (Griseb.) Verm. 1947
- Dactylorchis maculata subsp. elodes (Griseb.) Verm.
- Dactylorhiza elodes (Griseb.) Englmaier 1984
- Dactylorhiza islandica (Á. Löve & D. Löve) Aver. 1984
- Dactylorhiza kolaensis (Montell) Aver. 1984
- Dactylorhiza kotschyi (Rchb. f.) P.F. Hunt & Summerh 1965
- Dactylorhiza okellyi (Druce) Aver. 1984
- Dactylorhiza transsilvanica (Schur) Aver. 1982
- Orchis elodes Griseb. 1845
- Orchis kotschyi (Rchb. f.) Schltr. 1923
- Orchis okellyi (Druce) Druce 1915
- Orchis transsilvanica Schur 1853
- Orchis angustifolia var. schurii Klinge
- Orchis basilica L. ex Klinge
- Orchis biermannii Ortm.
- Orchis calvellii A.Terracc.
- Orchis comosa F.W.Schmidt
- Orchis ericetorum (E.F. Linton) E.S. Marshall
- Orchis macedonica Griseb.
- Orchis nemorosa Montandon
- Orchis obtusifolia Schur
- Orchis solida Moench
- Orchis tetragona Heuff.[4][5]

## Híbridos
Nota: nothosubspecies = una subespecie híbrida; nothovarietas = subvariedad.
- Dactylorhiza × altobracensis (D. maculata × D. sambucina) (Francia, Austria).
- Dactylorhiza × carnea  (D. incarnata × D. maculata subsp. ericetorum) (W. Europa). 
  - Dactylorhiza × carnea  nothosubsp. ampolai (D. incarnata subsp. cruenta × D. maculata) (Europa). Tubérculo geófito.
  - Dactylorhiza × carnea  nothosubsp. maculatiformis. (D. incarnata × D. maculata) (W. Europa). Tubérculo geófito
- Dactylorhiza × conigerum (D. maculata × D. viridis) (W. Europa).
- Dactylorhiza × csatoi (D. cordigera × D. maculata) (SE. Europa).
- Dactylorhiza × delamainii (D. elata subsp. sesquipedalis × D. maculata) (SW. Europa).
- Dactylorhiza × dinglensis (D. maculata subsp. ericetorum × D. majalis subsp. occidentalis) (W. Europa). 
  - Dactylorhiza × dinglensis nothosubsp. robertsii (D. maculata subsp. ericetorum × D. majalis subsp. cambrensi) (Gran Bretaña). Tubérculo geófito
  - Dactylorhiza × dinglensis nothosubsp. senayi (D. maculata subsp. elodes × D. majalis) (Europa).Tubérculo geófito
  - Dactylorhiza × dinglensis nothosubsp. townsendiana (D. maculata subsp. ericetorum × D. majalis) (Europa). Tubérculo geófito
  - Dactylorhiza × dinglensis nothosubsp. vermeuleniana (D. maculata × D. majalis) (W. Europa). Tubérculo geófito
- Dactylorhiza × gabretana (D. incarnata × D. maculata × D. sambucina) (Europa).
- Dactylorhiza × genevensis (D. incarnata × D. latifolia × D. maculata) (Europa).
- Dactylorhiza × jenensis (D. maculata subsp. ericetorum × D. traunsteineri) (W. & NC. Europa)
- Dactylorhiza × komiensis (D. hebridensis × D. maculata) (E. Europa).
- Dactylorhiza × ornonensis (D. elata subsp. sesquipedalis × D. incarnata × D. maculata) (W. Europa).
- Dactylorhiza × prochazkana (D. bohemica × D. maculata) (EC. Europa).
- Dactylorhiza × transiens (D. fuchsii × D. maculata subsp. ericetorum) (Europa) 
  - Dactylorhiza × transiens nothosubsp. corylensis (D. fuchsii subsp. hebridensis × D. maculata)
- Dactylorhiza × wiefelspuetziana (D. maculata × D. sphagnicola) (W. Europa).